# 椎木伸一
椎木 伸一（しいのき しんいち、1959年〈昭和34年〉4月27日 - ）は、日本の政治家。鹿児島県出水市長（2期）。

## 来歴
鹿児島県出水市出身。1978年（昭和53年）4月、鹿児島県庁に入庁。1982年（昭和57年）3月、鹿児島県立短期大学二部商経科卒業。
2010年（平成22年）7月、出水市副市長に就任。2017年（平成29年）8月、鹿児島県庁を退職。
2018年（平成30年）4月8日告示・4月15日投票の出水市長選挙に立候補し、無投票により初当選。
2022年4月17日投開票の市長選挙で再選。